# Sant'Agata li Battiati
Sant'Agata li Battiati là một đô thị ở tỉnh Catania trong vùng Sicilia, có khoảng cách khoảng 160 km về phía đông nam của Palermo và cách khoảng 0 km về phía bắc của Catania. Tại thời điểm ngày 31 tháng 12 năm 2004, đô thị này có dân số 9.939 người và diện tích là 3,1 km².
Sant'Agata li Battiati giáp các đô thị: Catania, Gravina di Catania, San Giovanni la Punta, Tremestieri Etneo.